# Бадалуко
Бадалу̀ко (на италиански: Badalucco; на лигурски: Bäuco, Бауко) е село и община в Северна Италия, провинция Империя, регион Лигурия. Разположено е на 169 m надморска височина. Населението на общината е 1175 души (към 2011 г.).